# Постскриптум (программа)
«Постскри́птум» — авторская информационно-аналитическая программа Алексея Пушкова. Выходит по субботам на канале «ТВ Центр» с июня 1998 года, а в качестве итоговой авторской программы в 21:00 — с сентября 2000 года. Повторы выходили с 2002 по 2018 год по понедельникам днём, с сентября 2019 года — в день выхода программы ночью. Помимо комментирования основных событий недели, программа рассказывает о некоторых моментах истории и известных людях. Согласно сайту «ТВ Центра», программа — один из лидеров рейтингов на телеканале.

## История программы
Аналитическая программа «Постскриптум» начала выходить на канале «ТВ Центр» в 1998 году. Алексей Пушков вынашивал идею авторской передачи, ещё будучи руководителем Дирекции международных связей ОРТ, считая, что на телевидении нет программы, в которой была бы представлена критика тогдашнего президента Бориса Ельцина в аналитическом плане, а также разные точки зрения на какие-либо события. Владелец канала Борис Березовский после нескольких дней переговоров отказался от подобного проекта, и к идее Пушков вернулся только после перехода на московский телеканал, куда был приглашён мэром Юрием Лужковым и председателем совета директоров «ТВ Центра» Владимиром Евтушенковым. Впервые «Постскриптум» вышел в эфир 7 июня 1998 года, первый выпуск программы был посвящён президентским выборам 2000 года, где свои прогнозы высказывали не только жители Москвы, но и приглашённые эксперты-политологи в студии.
Сначала передача была тридцатиминутной и выходила в эфир в ночное время. В 1999 году перед выборами в Госдуму она стала ежедневной, продолжительностью десять минут. После выборов Алексей Пушков поставил руководство канала перед выбором: или передача снова будет выходить в еженедельном формате, или же ведущий уезжает читать лекции в Гарвардский университет. С 22 июля 2000 года, после того, как на канале сначала ушла в отпуск, а затем и была окончательно закрыта программа Владислава Флярковского «Неделя», «Постскриптум» стал выходить еженедельно как итоговая информационно-аналитическая программа канала. Первый выпуск в нынешнем формате состоялся 16 сентября 2000 года.
В случае, если ведущий участвует в выборах в Государственную Думу, то программа по этой причине не выходит в эфир (например, с 22 октября по 3 декабря 2011 года, программа не выходила из-за проведения выборов в 2011 году).
С 11 апреля по 20 июня 2020 года, в связи с пандемией COVID-19, программа снималась не в студии, а у ведущего дома.
По окончании каждого телесезона, завершающегося в конце июля, члены съёмочной группы программы (корреспонденты, режиссёры, шеф-редактор и т. д.) представляются поимённо во время демонстрации коротких видеофрагментов с их рабочих мест. До апреля 2013 года передача завершалась титрами с указанием всех лиц, работавших на выпуск.

## Критика
Работа Алексея Пушкова как автора программы «Постскриптум» часто подвергается критике со стороны телевизионных обозревателей, в основном либерального направления. Их основные претензии сводятся к открытой антизападной пропаганде, а также необоснованным критическим высказываниям в адрес российских оппозиционных политиков и общественных деятелей. По мнению Антона Ореха, «Постскриптум» с Алексеем Пушковым — это «сборник цитат из времён Суслова, гербарий из брежневской программы „Время“ и газеты „Правда“ тех давних, но таких актуальных при этом времён» и «нафталиновая фабрика прямого эфира».
Анатолий Лысенко в 2010 году отмечал ангажированную позицию ведущего программы по отношению к истории и политике России 1990-х годов:
В программах Затулина и Пушкова продолжается топтание Ельцина, Чубайса и Гайдара. Это, в общем, неудивительно. «Любовь» столичного градоначальника к этим людям широко известна, и уши заказа из этих передач торчат так же, как у кролика Плейбоя на значке журнала. Причём участвуют в этих передачах люди, которые совсем недавно считались активными сторонниками команды демократов и были вдохновителями реформ. То ли это прозрение, то ли прогиб. Если второе, за них совсем грустно.
В 2017 году в своей программе Пушков опубликовал доводы в пользу версии, что американцы не были на Луне, что высадка человека на Луне не более чем павильонное шоу. С возражениями Алексею Пушкову выступил академик РАН Эрик Галимов:
Но передача Пушкова идёт по одному из центральных российских телевизионных каналов. Более того, он не только журналист, но и член Государственной Думы, и руководитель одного из думских комитетов, т.е. достаточно высокое официальное лицо. Алексей Пушков уже озвучивал свою версию в одной из предшествующих передач. Я направил тогда в ТВЦ краткий отзыв-возражение, не входя в дискуссию. Ответной реакции я не получил. Но в последней передаче г-н Пушков вновь вернулся к теме, укрепив её новыми ссылками на картинки из Интернета и мнениями лиц, профессионально далёких от науки. Поэтому, как представитель российского научного сообщества, я не могу оставить поддерживаемое Алексеем Пушковым мнение без внимания.

## Награды
- В январе 2024 года премьер-министр России Михаил Мишустин вручил Алексею Пушкову премию Правительства за 2023 год «в честь 25-летия старейшей авторской программы в современной России, за большой вклад в развитие информационно-аналитического вещания, приумножение лучших традиций отечественного телевидения и высокий профессионализм»[32].
- В 2020 году председатель Союза журналистов России Владимир Соловьёв наградил журналистов программы «Постскриптум» почетными грамотами и знаками «За заслуги перед журналистским сообществом» и «Честь, достоинство, профессионализм»[33].
- В 2018 году мэр Москвы Сергей Собянин объявил благодарность Алексею Пушкову «за вклад в развитие отечественного телевидения, многолетнюю плодотворную работу в СМИ Москвы и в связи с 20-летием со дня выхода в эфир первого выпуска программы „Постскриптум“»[34].
- В 2013 году коллектив программы удостоен Благодарности Президента Российской Федерации «за большой вклад в развитие отечественного телевидения и многолетнюю плодотворную деятельность»[35].
- В 2005 году Алексей Пушков как ведущий передачи был награждён Национальной премией «Имперская культура» имени Эдуарда Володина в номинации «Политическая публицистика»[36].
- В 2001 году программа стала лауреатом приза в номинации «Публицистическая передача» на II Международном телекинофоруме «Вместе» (2001)[37]